# Bến Hải (huyện)
Bến Hải là một huyện cũ thuộc tỉnh Bình Trị Thiên, sau thuộc tỉnh Quảng Trị.
Huyện được thành lập từ ngày 11 tháng 3 năm 1977 trên cơ sở hợp nhất 3 huyện Vĩnh Linh, Gio Linh và Cam Lộ.
Phía Bắc giáp huyện Lệ Ninh, phía Nam giáp thị xã Đông Hà và huyện Triệu Hải, phía Đông giáp Biển Đông, phía Tây giáp huyện Hướng Hóa.
Khi hợp nhất, huyện Bến Hải bao gồm thị trấn Hồ Xá và 49 xã: Cam An, Cam Chính, Cam Giang, Cam Hiếu, Cam Nghĩa, Cam Thanh, Cam Thành, Cam Thủy, Cam Tuyền, Gio An, Gio Châu, Gio Hải, Gio Mai, Gio Mỹ, Gio Phong, Gio Quang, Gio Sơn, Gio Thành, Gio Việt, Hải Thái, Hướng Hiệp, Linh Thượng, Mò Ó, Trung Giang, Trung Hải, Trung Sơn, Trung Tân, Vĩnh Chấp, Vĩnh Giang, Vĩnh Hà, Vĩnh Hiền, Vĩnh Hòa, Vĩnh Khê, Vĩnh Kim, Vĩnh Lâm, Vĩnh Long, Vĩnh Nam, Vĩnh Ôm, Vĩnh Quang, Vĩnh Sơn, Vĩnh Tân, Vĩnh Thạch, Vĩnh Thái, Vĩnh Thành, Vĩnh Thường, Vĩnh Thủy, Vĩnh Trung, Vĩnh Trường, Vĩnh Tú.
Ngày 20 tháng 4 năm 1978, sáp nhập xã Cam Giang vào xã Cam An.
Ngày 13 tháng 3 năm 1979, giải thể xã Trung Tân để sáp nhập vào 2 xã Trung Hải và Gio Mỹ.
Ngày 18 tháng 5 năm 1981, sáp nhập xã Quảng Tân thuộc thị xã Đông Hà vào xã Gio Quang thuộc huyện Bến Hải.
Ngày 11 tháng 9 năm 1981, 8 xã: Cam An, Cam Thanh, Cam Thành, Cam Thủy, Cam Hiếu, Cam Tuyền, Cam Chính và Cam Nghĩa (nguyên thuộc huyện Cam Lộ cũ) sáp nhập vào thị xã Đông Hà.
Ngày 17 tháng 9 năm 1981, chuyển 2 xã Mò Ó và Hướng Hiệp về huyện Hướng Hóa quản lý. huyện Bến Hải còn lại thị trấn Hồ Xá và 39 xã: Gio An, Gio Châu, Gio Hải, Gio Mai, Gio Mỹ, Gio Phong, Gio Quang, Gio Sơn, Gio Thành, Gio Việt, Hải Thái, Hướng Hiệp, Linh Thượng, Mò Ó, Trung Giang, Trung Hải, Trung Sơn, Vĩnh Chấp, Vĩnh Giang, Vĩnh Hà, Vĩnh Hiền, Vĩnh Hòa, Vĩnh Khê, Vĩnh Kim, Vĩnh Lâm, Vĩnh Long, Vĩnh Nam, Vĩnh Ôm, Vĩnh Quang, Vĩnh Sơn, Vĩnh Tân, Vĩnh Thạch, Vĩnh Thái, Vĩnh Thành, Vĩnh Thường, Vĩnh Thủy, Vĩnh Trung, Vĩnh Trường, Vĩnh Tú.
Ngày 12 tháng 1 năm 1984, sáp nhập xã Vĩnh Thường vào xã Vĩnh Trường.
Ngày 13 tháng 6 năm 1986, thị trấn Hồ Xá đổi tên thành thị trấn Vĩnh Linh.
Như vậy, đơn vị hành chính của huyện Bến Hải bao gồm thị trấn Vĩnh Linh và 36 xã: Gio An, Gio Châu, Gio Hải, Gio Mai, Gio Mỹ, Gio Phong, Gio Quang, Gio Sơn, Gio Thành, Gio Việt, Hải Thái, Linh Thượng, Trung Giang, Trung Hải, Trung Sơn, Vĩnh Chấp, Vĩnh Giang, Vĩnh Hà, Vĩnh Hiền, Vĩnh Hòa, Vĩnh Khê, Vĩnh Kim, Vĩnh Lâm, Vĩnh Long, Vĩnh Nam, Vĩnh Ôm, Vĩnh Quang, Vĩnh Sơn, Vĩnh Tân, Vĩnh Thạch, Vĩnh Thái, Vĩnh Thành, Vĩnh Thủy, Vĩnh Trung, Vĩnh Trường, Vĩnh Tú.
Ngày 30 tháng 6 năm 1989, huyện Bến Hải thuộc tỉnh Quảng Trị vừa được tái lập.
Ngày 23 tháng 3 năm 1990, huyện Bến Hải lại được tách trở lại như trước khi hợp nhất, thành 2 huyện Vĩnh Linh và Gio Linh:
- Huyện Gio Linh bao gồm 16 xã: Gio An, Gio Châu, Gio Hải, Gio Mai, Gio Mỹ, Gio Phong, Gio Quang, Gio Sơn, Gio Thành, Gio Việt, Hải Thái, Linh Thượng, Trung Giang, Trung Hải, Trung Sơn, Vĩnh Trường.
- Huyện Vĩnh Linh bao gồm thị trấn Vĩnh Linh và 20 xã: Vĩnh Chấp, Vĩnh Giang, Vĩnh Hà, Vĩnh Hiền, Vĩnh Hòa, Vĩnh Khê, Vĩnh Kim, Vĩnh Lâm, Vĩnh Long, Vĩnh Nam, Vĩnh Ôm, Vĩnh Quang, Vĩnh Sơn, Vĩnh Tân, Vĩnh Thạch, Vĩnh Thái, Vĩnh Thành, Vĩnh Thủy, Vĩnh Trung, Vĩnh Tú.